# Trystenik (miasto)
Trystenik (bułg. Тръстеник) – miasto w Bułgarii, w obwodzie Plewen i gminie Dołna Mitropolija. W 2019 roku liczyło 3931 mieszkańców.